# Robert Grant (homme politique britanno-colombien)
Pour les articles homonymes, voir Robert Grant et Grant.
Robert Grant (22 août 1854-24 janvier 1935) est un homme politique canadien de la Colombie-Britannique. Il est député provincial conservateur de la circonscription britanno-colombienne de Comox de 1903 à 1909.

## Biographie
Né à Pictou en Nouvelle-Écosse, Grant étudie sur place. Il entame une carrière publique en servant comme maire de Cumberland de 1902 à 1903. Il contribue à la construction et l'opération d'une scierie dans cette ville en partenariat avec Lewis Alfred Mounce,.